# Festival de Bobital
Le Festival Bobital ou Festival l'Armor à Sons est un événement musical se déroulant depuis 2009 au parc du Louvre dans la commune de Bobital, à 5 km au sud-ouest de Dinan, en France.
Descendant du Festival des Terre-Neuvas, alors deuxième festival musical de France quant à la fréquentation (150 000 festivaliers en 2007), le festival invite des artistes français et étrangers.

## Histoire
Après une croissance exponentielle, le Festival des Terre-Neuvas qui s'est hissé au deuxième rang des festivals français avec notamment la venue de Scorpions, Tokio Hotel, Marilyn Manson ou encore des Sex Pistols a finalement disparu avec sa mise en liquidation en 2008 après onze ans d'existence, laissant un grand vide dans l'esprit des festivaliers. Néanmoins, c'était sans compter sur la toute nouvelle association Bowidel qui décide de reprendre en main les rênes du festival rebaptisé Festival Bobital l’Armor à Sons.
En l'espace de seulement quatre mois, l'association prépare l'édition 2009, notamment avec le soutien du groupe Superbus qui se produit alors pour la troisième fois sur la scène du festival de Bobital. Le succès fut au rendez-vous : 8 000 festivaliers ont débarqué au Parc du Louvre pour soutenir le nouveau festival.

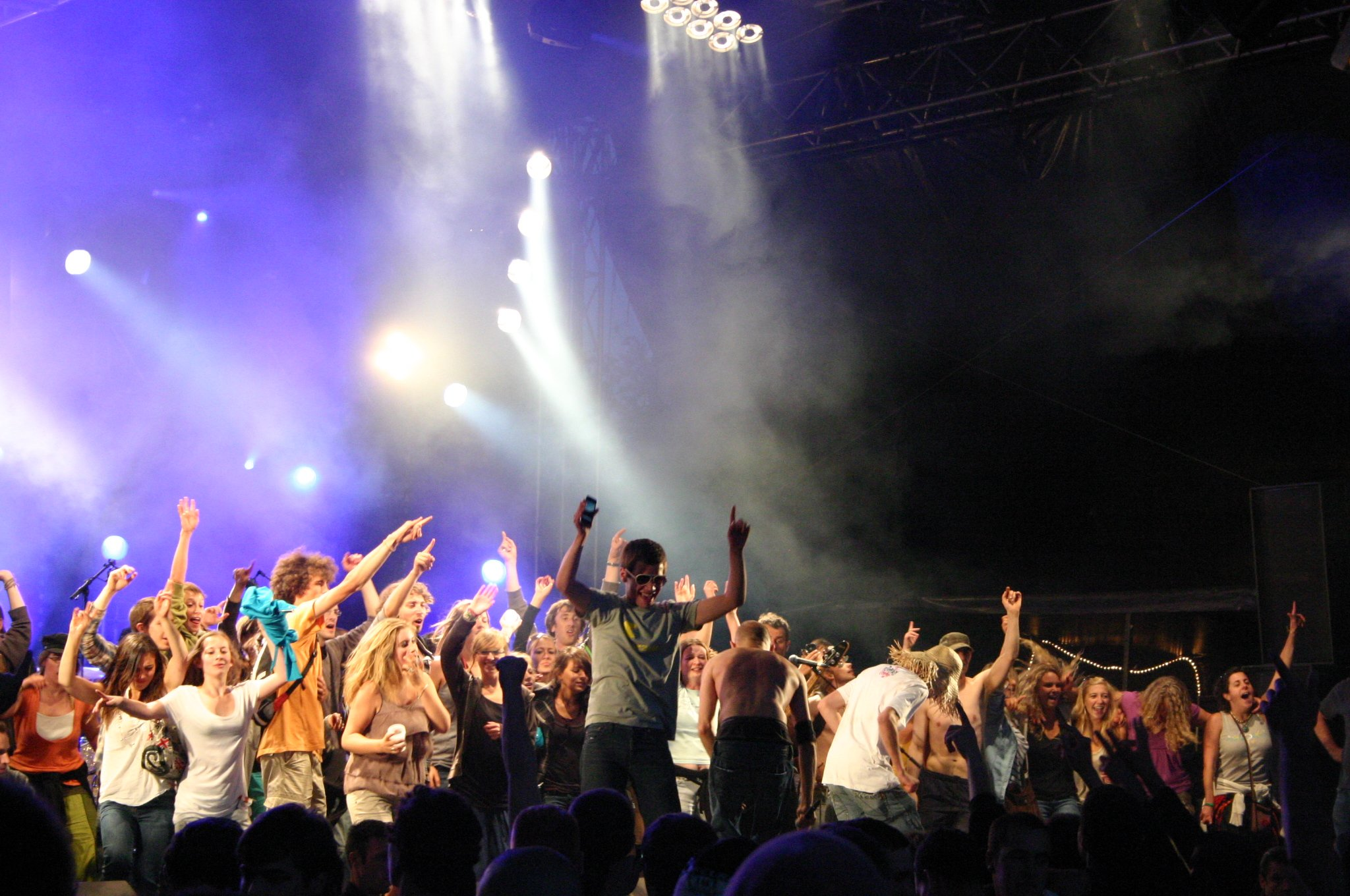
Les festivaliers sur scène avec No One Is Innocent en 2010

L'organisation du festival décide donc de reprogrammer l'événement l'année suivante, toujours sur une seule journée, le samedi 3 juillet 2010, où se sont produits 10 groupes. Néanmoins, cette seconde édition n'eut pas le succès attendu par les organisateurs: seules 4 000 entrées payantes ont alors été enregistrées. Cette baisse de fréquentation s'explique notamment par l'absence de tête d'affiche, et l'organisation de l'événement sur une journée unique.
En 2011, afin d'assurer une fréquentation correcte, le festival se déroule sur 2 jours les vendredi 1 et samedi 2 juillet. La programmation se veut toujours aussi familiale, mais cette fois ci, les têtes d'affiches sont présentes. Parmi les 14 artistes, Nolwenn Leroy, Sinsemilia ou Zaz ont fédéré le grand public tandis que des rockeurs provocateurs ont déchaîné les autres. Et le bilan est positif : 12 000 personnes sur les 2 jours.
Les éditions suivantes sont marquées par une hausse modérée mais continue de la fréquentation. Il y a ainsi eu environ 13 000 festivaliers en 2012 (dont 9 000 personnes le samedi), 13 500 en 2013, 14 000 en 2014 et 18 000 en 2015. En 2016, grâce à un temps estival et plusieurs têtes d'affiche (dont Mika et The Hives), le festival franchi la barre de 20 000 festivaliers. Le festival ouvre ses portes pour la première fois à guichet fermé cette année-là. Puis une seconde fois en 2017 avec 21 000 festivaliers.
En 2017, dans la continuité de ses valeurs, le festival offre pour la première année, aux écoles rurales du secteur, un spectacle destiné aux enfants et aux jeunes fragilisés. Au programme du Bobimôme : un spectacle gratuit proposé le jeudi avant le festival, combiné à une visite du site, une photo souvenir sur scène et un goûter. Ce projet s'intègre dans le projet "Vivre Ensemble".

## Fonctionnement
Depuis 2012, le festival intègre de manière concrète et innovante des jeunes, des populations en situation de handicap ou de différence, ainsi que des acteurs territoriaux à l’organisation du festival, avec comme seul mot d’ordre : « vivre ensemble ».
Depuis 2016, le festival accueille le Bo’Village, un espace aménagé comme un lieu de rencontre et d’animations. Il permet aux visiteurs et aux campeurs de passer un moment convivial en dehors des heures d’ouverture du festival. Depuis 2017, ce Bo'Village accueille également le Bobimôme.
En 2024, Bobital change de place pour se situer à Trélivan pour un endroit plus grand.

## Programmation

### Années 2000

#### Édition 2009
8 500 festivaliers
- Samedi 4 juillet : Superbus, Grégoire, Holden, Shaolin Temple Defenders, The Craftmen Club, Lyre Le Temps

### Années 2010

#### Édition 2010
5 000 festivaliers

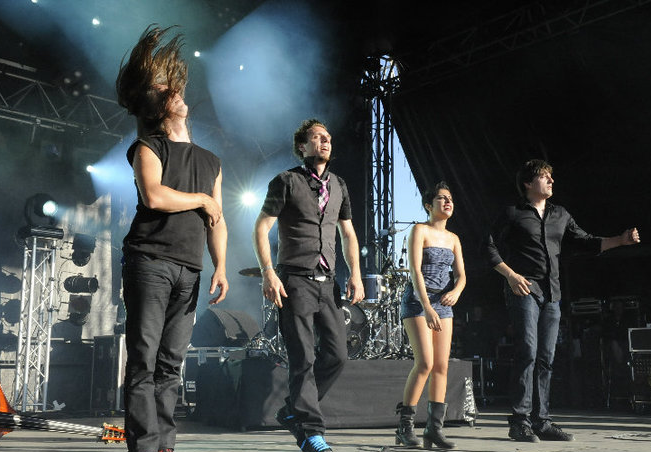
Carmen Maria Vega lors de l'édition 2010 du festival.

- Samedi 3 juillet : Carmen Maria Vega, Percubaba, Archimède, No One Is Innocent, Ycare, Oai Star, As de Trêfle, Les Breuvachons, The Storm, Dj Moule

#### Édition 2011
12 000 festivaliers
- Vendredi 1er juillet : Nolwenn Leroy, Sinsemilia, Stupeflip, Raoul Petite, GiedRé, DDay
- Samedi 2 juillet : Zaz, Dub Incorporation, Elmer Food Beat, Deportivo, Success, Didier Super, Féloche, Users

#### Édition 2012
12 500 festivaliers
- Vendredi 6 juillet : Izia, Caravan Palace, Groundation, The Wankin' Noodles, Broussaï, Scarletins, Miss Blue
- Samedi 7 juillet : Sexion d'Assaut, Skip the Use, Le Peuple de l'Herbe, La Grande Sophie, Oldelaf, Blankass, Carbon Airways, Sporto Kantès

#### Édition 2013
13 500 festivaliers
- Vendredi 5 juillet : Tryo, Etienne de Crecy, 1995, Hyphen Hyphen, The 1969 Club, Before Tanen
- Samedi 6 juillet : Cali, Lilly Wood and the Prick, The Bloody Beetroots, Boulevard des airs, Sexy Sushi, Brice Conrad, Maracu'jah, The Octopus

#### Édition 2014
14 000 festivaliers
- Vendredi 4 juillet : La Femme, Electronic Kolours, Ben l'Oncle Soul, Chinese Man, Jabberwocky, Lyre le temps, Cris Cab, Cheddar Costard, Naughty Boy (annulé)
- Samedi 5 juillet : Blondie, Ska-P, Bakermat, HollySiz, Danakil, Elephanz, AuDen, Fawl

#### Édition 2015
18 000 festivaliers
- Vendredi 3 juillet : Louis, Matthieu, Joseph et Anna Chedid, 2 Many DJ's, The Avener, Birth of Joy, Shake Shake Go, Scarecrow, Light in Cities
- Samedi 4 juillet : Franz Ferdinand & Sparks, Fauve, Fuzeta, Hanni El Khatib, Naâman, Josef Salvat, Bénabar, Salut c'est cool

#### Édition 2016
20 000 festivaliers
- Vendredi 1er juillet : Mika[7], La Rue Ketanou, Synapson, Bigflo & Oli, Soviet Suprem, Last Train, Apes O'Clock
- Samedi 2 juillet : L.E.J, The Hives, Charlie Winston, Breakbot, Minuit, Broken Back, Little Big, Gad Zukes
- Bo'Village : Maracujah, Elvire

#### Édition 2017
21 000 festivaliers 
- Jeudi 29 juin - Bobimôme : Electro-monde
- Vendredi 30 juin : Soprano, Martin Solveig, Olivia Ruiz, Jahneration, Ofenbach, Emane
- Samedi 1er juillet : Kasabian, Calypso Rose, Vianney, Petit Biscuit, The Shoes, Lorenzo, Fishbach, Brieg Guerveno
- Bo'Village : Hop Hop Hop Crew, Tchiki Fonk, Neroptik et Natural Illusion

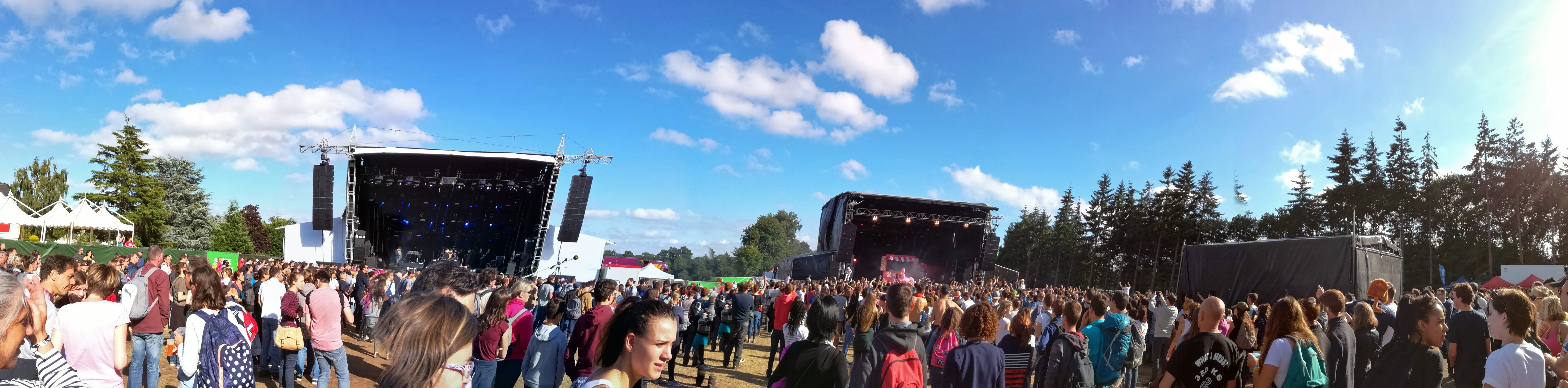
Les 2 scènes du festival sur la plaine du Louvre en 2017

#### Édition 2018
- Jeudi 5 juillet - Bobimôme :
- Vendredi 6 juillet : Cœur de Pirate, Claudio Capéo, Concrete Knives, Lost Frequencies, Polo & Pan, Moha la Squale, Vanupié.
- Samedi 7 juillet : Shaka Ponk, Aloe Blacc, Mr Oizo, Naive New Beaters, Biffty & Dj Weedim, Con Brio, La Gâpette, Sin Ross.
- Dimanche 8 juillet : Nekfeu, The Celtic Social Club, Rebeka Warrior, Mat Bastard, Grand Corps Malade, The Red Goes Black, Aldebert.
- Bo'Village : ...

#### Édition 2019
26 000 festivaliers
- Jeudi 4 juillet - Bobimôme : Marc-Antoine Le Bret
- Vendredi 5 juillet - Eddy de Pretto, Bob Sinclar, Hoshi, Deluxe, Walter's Choice, Koba LaD.
- Samedi 6 juillet - Pascal Obispo, Two Door Cinema Club, Gaëtan Roussel, Feder, Bagarre, MNNQNS, Berywam, RK (rappeur).

### Années 2020

#### Édition 2020
L'édition 2020 est annulée à cause de la pandémie de Covid-19.
Programmation initialement prévue : 
- Jean-Louis Aubert, Roméo Elvis, Yannick Noah, Boulevard des Airs, Dub Inc, Prime, Klingande, Aloïse Sauvage, 47 Ter, Léonie, Atoem, La Poison, DI#SE, Eighty

#### Édition 2021
L'édition 2021 initialement prévue en juillet a été reportée en septembre à cause de la pandémie de Covid-19.
Il s'est finalement déroulé les 23 et 24 septembre.
Programmation du vendredi : Fest Noise, Barbara Rivage, Émane, 47TER, Darzack.
Programmation du samedi : Fest Noise, Camden supernova, Klem H, Eighty, Dionysos, Fakear.

#### Édition 2022
33 000 festivaliers
- vendredi 1er juillet : Bigflo & Oli, Dub Inc, Joey Starr & Cut Killer, La P'tite Fumée, Rouquine, Dombrance, Betablock
- samedi 2 juillet : Niska, Kungs, Christophe Maé, Lujipeka, Emma Peters, La Poison, The Fanatiks, Ptit Lion, Fest Noise
- dimanche 3 juillet : Julien Doré, Robin Schulz, Georgio, Stéphane, Venus VNR, Eighty, Guadal Tejaz

#### Édition 2023
45 000 festivaliers
- samedi 1er juillet : Matmatah, Gazo, Trinix, Suzane, Taïro, Déportivo, Julien Granel, Uzi Freyja, Kaky
- dimanche 2 juillet : Angèle, Roméo Elvis, Tiakola, Vladimir Cauchemar, Zaoui, Oete, La Jungle, Apes O'Clock

#### Édition 2024
| Jour             | Scène A                                                          | Scène B                                                                              | BO’VILLAGE                                                                            |
| ---------------- | ---------------------------------------------------------------- | ------------------------------------------------------------------------------------ | ------------------------------------------------------------------------------------- |
| vendredi 28 juin | - Bobital Dérraille - Patrick Sébastien                          | - Chapi'Tonique - Comme ça - Fest Noise - Panteros666 - PPJ (Live) - Sœurs Malsaines | - Yepper - Garde à Vue - Bald - LexBack - Molow - Club Cabane                         |
| samedi 29 juin   | - Boys Noize - Charlotte Cardin - Louise Attaque - Simony - Zola | - Atoem - Bianca Costa - Komodrag & The Mounodor - Marcujah - Samba de la Muerte     | - Da Titcha - Ligne 8 - Fanfare Del Sol - I Am Fez - Valise - Super Cagette           |
| dimanche 30 juin | - Jain - Lass - MC Solaar - Ninho                                | - Colt - Fest Noise - George Ka - Meule - Roland Cristal                             | - Les sourcière - Batucada Sandoba - Alee et Mourad - BenDiaz - Looshan - Club Cabane |

#### Edition 2025
60 000 festivaliers repartis sur 3 jours (20 000 par jours), un record pour le festival qui avait reçu 55 000 festivaliers lors de sa 14ème édition en 2024. Le festival a connu un nombre records de bénévoles présents pour cette 15ème édition. Ils étaient plus de 1500 à rendre ce festival possible. En 2025, Bobital l'Armor à sons a possédé un budget record de 3,5 millions d'euros, dont 68,7% de fonds propres, 30% provenant des différents partenariats et 1,3% de subventions. Le festival a également enregistré un nombre record d'artistes présents à Trélivan. Environ 80 artistes se sont partagés les 5 scènes que proposait les organisateurs au festivaliers. Les nouvelles scènes présentes cette année étaient La Toull et Benèze. En marge de la 15ème édition du festival, l'association Bowidel, qui est propriétaire du festival, a investi et à acheter les terrains sur lesquels le festival se déroule afin de s'offrir une meilleure liberté.
Programmation
| Jour             | Scène Bowidel                                           | Scène Sterenn                                                                                    | Scène Pradenn                                                               | La Toull                                    | Benèze                                                                             |
| ---------------- | ------------------------------------------------------- | ------------------------------------------------------------------------------------------------ | --------------------------------------------------------------------------- | ------------------------------------------- | ---------------------------------------------------------------------------------- |
| Vendredi 27 juin | - Bobital Dérraille - La compagnie Créole - Mr.Roux     | - Aleksi b2b Waitforit - Asaya & Valentine - Liv Del Estal (Live) - Contrefaçon (Live) - Promis3 | - Emyl Farmer                                                               | - Juliuis - Aniky - Turbobiche              | - Leo C' - Club Cabane - Bald - Mariotte                                           |

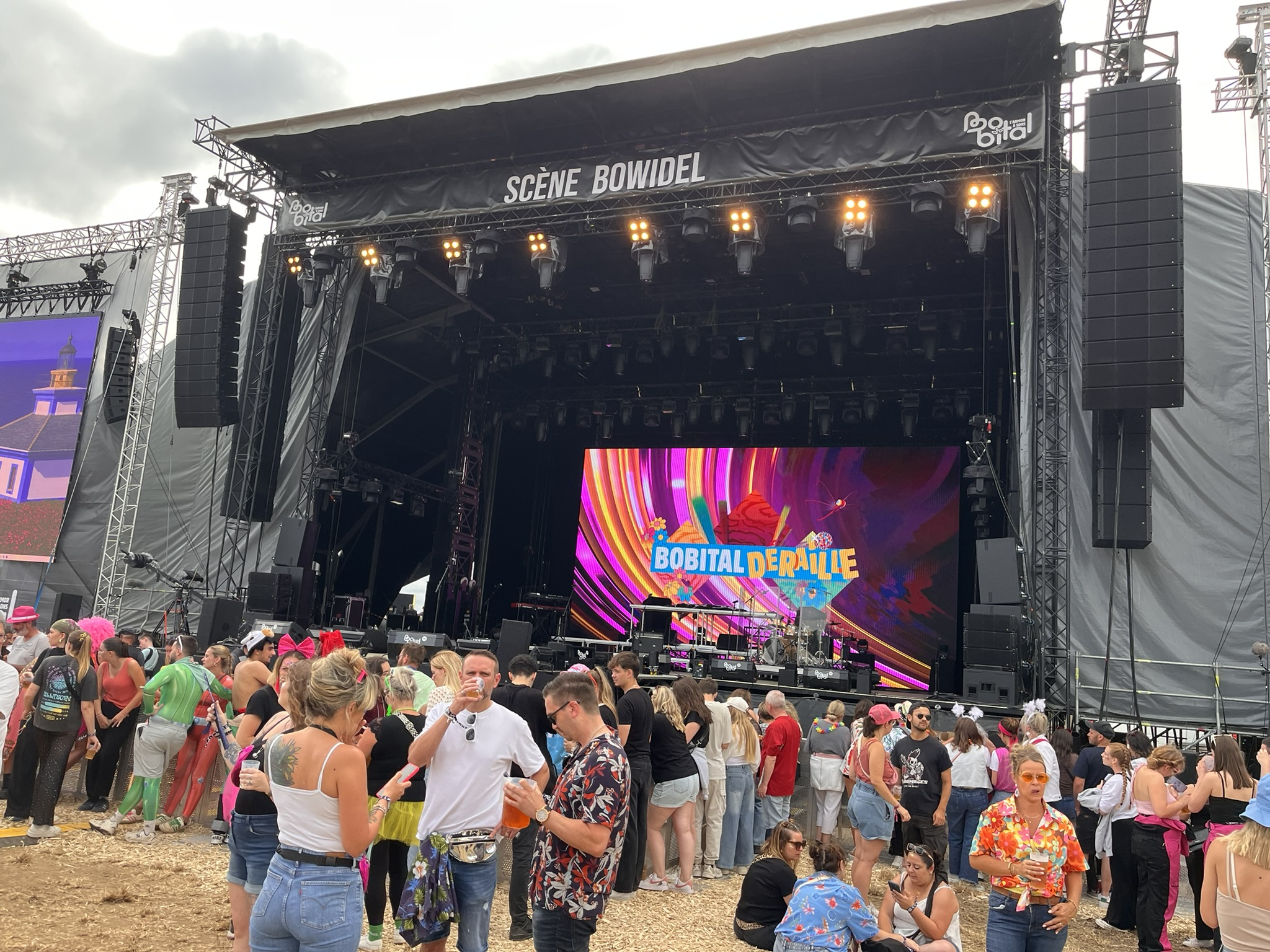
Image de la scène Bowidel, plus grande scène du festival, qui accueille les têtes d'affiches chaque années comme Gims ou Clara Luciani en 2025

| Samedi 28 juin   | - Vernis Rouge - Leto - Hervé - Gims - Trym             | - Seth Gueko - Samba des 15 ans (avec Samba de la Muerte) - Roszalie - Perceval                  | - Coastal Run - Plaisir coupable - Fatbabs - Randy - Graphy-T - Camille Doe | - Cherry's - Yepper - Antilogic - Moreda    | - The Sugar Family - Band'a Jaq - Kam - Sans Issue - Lady 1000 Volts - Club Cabane |
| Dimanche 29 juin | - Jyeuhair - Clara Luciani - Lamomali - Kavinsky (Live) | - Les Gaillards D'en Face - St Graal - Favé - Poto Rico - Fest Noise                             | - Tane - Plaisir Coupable - Sarakiniko - Michel Hubert - Gogo Green         | - Lawir - Katell - Aleksi & Hanna - Reve-on | - Advence - Bagad An Daoudour - Sauce Meringue - Mago - Ezpz - Club Cabane         |